# Madhuca woodii
Madhuca woodii är en tvåhjärtbladig växtart som beskrevs av Pieter van Royen. Madhuca woodii ingår i släktet Madhuca och familjen Sapotaceae. Inga underarter finns listade i Catalogue of Life.